# Puto californicus
Puto californicus är en insektsart som beskrevs av Mckenzie 1967. Puto californicus ingår i släktet Puto och familjen ullsköldlöss. Inga underarter finns listade i Catalogue of Life.